# Килобит
Килобит се користи као јединица мере података у рачунарству и износи било 1000 или 1024 бита (кибибит), зависно од интерпретације и контекста. 